# Dilras Banu Begum
Dilras Banu Begum, född 1622, död 1657, var hustru till mogulkejsaren Aurangzeb. Hon avled dock innan hennes make blev kejsare. 
Hon var dotter till den iranska prinsen Mirza Badi-uz-Zaman Safavi av Safaviderna, som levde i Indien som vicekung av Guajarat. Hon gifte sig med prins Aurangzeb vid femton års ålder 1637. Paret fick fem barn. Hennes make besteg tronen 1658. Hon beskrivs som hans hustru av första rangen. 
Dilras Banu Begum hade stort inflytande över sin make. Hon beskrivs som en viljestark och högfärdig skönhet med häftigt temperament, och hennes make ska ha varit noga med att aldrig göra henne upprörd eller utmana hennes temperament. Som dotter till en shiamuslim, arrangerade hon debatter mellan shia och sunni-imamer vid hovet. 